# Rudaj Organization

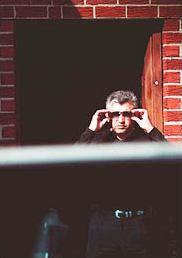
Alex Rudaj, bij Jimbo's Bar in Astoria, Queens, 15 april, 2003 (FBI)

De Rudaj Organization ("Rudajorganisatie") was een bende van de Albanese maffia in en rond New York. Zij is vernoemd naar de oprichter, Alex Rudaj uit Yorktown (staat New York). De Rudaj werd door haar leden The Corporation genoemd. Hun werkterrein bestond uit Westchester County, The Bronx en Queens.
Aanklagers verklaarden dat de Albanese bende werd geleid door Alex Rudaj, Nikolla Dedaj en een Italiaan, genaamd Nardino Colotti, die banden had met de Gambino-soldaat Skinny Phil Loscalzo. 
Alex Rudaj (ook bekend als Allie Boy, oom Radaj, Xhaxhai, Sandro Rudovic) uit Yorktown was de vermeende baas van de Albanese maffia's Rudaj Organisatie, gevestigd in de New York Metropolitan Area. Rudaj is een etnische Albanees uit Montenegro, die meer dan een decennium geleden emigreerde naar de Verenigde Staten. Federale aanklagers verklaarden dat Rudaj in 1993 de trekker overhaalde bij schieten op rivaliserende bendes in The Bronx. Rudaj hing uit het zonnedak van een auto en schoot op Guy Peduto toen deze probeerde te vluchten. Op vrijdag 16 juni 2006 werd de 38 jaar oude Alex Rudaj veroordeeld tot 27 jaar in de federale gevangenis voor wapenbezit, afpersing en gokovertredingen.
Nikolla Dedaj (Nicky Nails, Big Nick, Nikol) uit Yonkers, is de co-leider van de Rudaj Organization. Volgens de Amerikaanse justitie was hij samen met Alex Rudaj het brein achter de organisatie.